# ファニー・トーマス
ファニー・レオナ・トーマス（Fannie Leona Thomas、1867年4月14日 - 1981年1月22日）は、1978年4月25日から死去するまで、世界最高齢だったと認定されていたアメリカの人物である。
1980年、デリーナ・フィルキンスの113歳214日の記録を追い抜き世界歴代最高齢となる。
1981年1月22日、113歳283日で死去。後に歴代最長寿記録はマシュー・ビアードにより、女性歴代最長寿記録はアウグスタ・ホルツにより更新されることとなる。